# David Savard
David Savard (* 22. října 1990 Saint-Hyacinthe, Quebec) je profesionální kanadský hokejový obránce momentálně hrající v týmu Montreal Canadiens v severoamerické lize NHL. Byl draftován roku 2009 týmem Columbus Blue Jackets ve 4. kole jako 94. celkově. V sezóně 2020/21 vyhrál Stanley Cup s klubem Tampa Bay Lightning.

## Klubové statistiky
| Sezóna      | Klub                  | Soutěž      |     | Základní část | Základní část | Základní část | Základní část | Základní část |   | Play off | Play off | Play off | Play off | Play off |
| Sezóna      | Klub                  | Soutěž      | Z   | G             | A             | B             | TM            | Z             | G | A        | B        | TM       |          |          |
| 2008/09     | Moncton Wildcats      | QMJHL       | 68  | 9             | 35            | 44            | 33            | 10            | 5 | 5        | 10       | 10       |          |          |
| 2009/10     | Moncton Wildcats      | QMJHL       | 64  | 13            | 64            | 77            | 36            | 21            | 1 | 14       | 15       | 8        |          |          |
| 2010/11     | Springfield Falcons   | AHL         | 72  | 11            | 32            | 43            | 18            | —             | — | —        | —        | —        |          |          |
| 2011/12     | Springfield Falcons   | AHL         | 44  | 4             | 18            | 22            | 72            | —             | — | —        | —        | —        |          |          |
| 2011/12     | Columbus Blue Jackets | NHL         | 31  | 2             | 8             | 10            | 16            | —             | — | —        | —        | —        |          |          |
| 2012/13     | Springfield Falcons   | AHL         | 60  | 5             | 26            | 31            | 40            | 8             | 2 | 3        | 5        | 8        |          |          |
| 2012/13     | Columbus Blue Jackets | NHL         | 4   | 0             | 0             | 0             | 0             | —             | — | —        | —        | —        |          |          |
| 2013/14     | Columbus Blue Jackets | NHL         | 70  | 5             | 10            | 15            | 28            | 6             | 0 | 4        | 4        | 4        |          |          |
| 2014/15     | Columbus Blue Jackets | NHL         | 82  | 11            | 25            | 36            | 71            | —             | — | —        | —        | —        |          |          |
| 2015/16     | Columbus Blue Jackets | NHL         | 65  | 4             | 21            | 25            | 45            | —             | — | —        | —        | —        |          |          |
| 2016/17     | Columbus Blue Jackets | NHL         | 74  | 6             | 17            | 23            | 44            | 5             | 0 | 1        | 1        | 4        |          |          |
| 2017/18     | Columbus Blue Jackets | NHL         | 81  | 4             | 12            | 16            | 32            | 6             | 0 | 0        | 0        | 0        |          |          |
| 2018/19     | Columbus Blue Jackets | NHL         | 82  | 8             | 16            | 24            | 36            | 10            | 1 | 2        | 3        | 4        |          |          |
| 2019/20     | Columbus Blue Jackets | NHL         | 68  | 0             | 11            | 11            | 35            | 10            | 0 | 3        | 3        | 2        |          |          |
| 2020/21     | Columbus Blue Jackets | NHL         | 40  | 1             | 5             | 6             | 24            | —             | — | —        | —        | —        |          |          |
| 2020/21     | Tampa Bay Lightning   | NHL         | 14  | 0             | 0             | 0             | 0             | 20            | 0 | 5        | 5        | 6        |          |          |
| 2021/22     | Montreal Canadiens    | NHL         | 62  | 3             | 14            | 17            | 36            | —             | — | —        | —        | —        |          |          |
| 2022/23     | Montreal Canadiens    | NHL         | 62  | 3             | 17            | 20            | 40            | —             | — | —        | —        | —        |          |          |
| 2023/24     | Montreal Canadiens    | NHL         | 60  | 6             | 18            | 24            | 24            | —             | — | —        | —        | —        |          |          |
| NHL celkově | NHL celkově           | NHL celkově | 795 | 53            | 174           | 227           | 431           | 57            | 1 | 15       | 16       | 20       |          |          |